# Posthornssnäcka
Posthornssnäcka (Planorbarius corneus) är en snäckart som först beskrevs av Carl von Linné 1758.  Posthornssnäcka ingår i släktet Planorbarius, och familjen posthornssnäckor. IUCN kategoriserar arten globalt som livskraftig. Arten är reproducerande i Sverige.
De upp till 35 millimeter bred snäckorna lever mest i kalkrika, vegationsrika sötvattensdammar och sjöar. Deras ägg har en skyddande massa runt dem och kläcks inom ca. en vecka.